# Allium notabile
Allium notabile là một loài thực vật có hoa trong họ Amaryllidaceae. Loài này được Feinbrun mô tả khoa học đầu tiên năm 1943.